# Tragocerus formosus
Tragocerus formosus là một loài bọ cánh cứng trong họ Cerambycidae.